# Henry Williams (misionero)
Henry Williams (n. 11 de febrero de 1792 Gosport, Inglaterra – m. Pakaraka, Nueva Zelanda, 16 de julio de 1867) fue el líder de la misión de la Church Missionary Society (CMS) en Aotearoa (Nueva Zelanda) durante la primera mitad del siglo XIX. Se alistó en la marina cuando tenía catorce años y luchó en las Guerras Napoleónicas. Viajó a Nueva Zelanda en 1823 como misionero. Los maoríes de la Bahía de Islas le dieron a Williams el apodo de Karu-whā ("Cuatro ojos" ya que utilizaba anteojos). Era más comúnmente conocido como Te Wiremu ('Wiremu' siendo la forma maorí de 'William'). Su hermano menor, William Williams, también fue un misionero en Nueva Zelanda conocido como "el cirujano académico". Su abuelo, el Reverendo Thomas Williams (1725-1770), fue un ministro congregacional de la Capilla Independiente de Gosport.
Aunque Williams no fue el primer misionero en Nueva Zelanda - Thomas Kendall, John Gare Butler, John King y William Hall habían estado allí antes que él - fue «el primero en hacer de la misión un éxito, en parte porque los otros habían allanado el camino, pero en gran parte porque fue el único hombre lo suficientemente valiente, terco y fuerte para seguir adelante, sin importar los peligros, y sin importar los enemigos que hizo».
Williams también es famoso por haber traducido el Tratado de Waitangi al maorí en 1840 con un poco de ayuda de su hijo Edward. En 1844, fue nombrado archidiácono de Waimate en la diócesis centrada en la Misión de Te Waimate. Falleció en Pakaraka y sus restos fueron enterrados junto a los de su esposa Marianne en la Iglesia de la Santa Trinidad en esa misma localidad.

## Familia
Williams fue el hijo de Thomas Williams (Gosport, Inglaterra, 27 de mayo de 1753 – Nottingham, 6 de enero de 1804) y Mary Marsh (10 de abril de 1756 – 7 de noviembre de 1831), quienes se casaron en Gosport el 17 de abril de 1783.
Thomas Williasm era proveedor de uniformes para la Royal Navy en Gosport. En 1794 Thomas y Mary Williams y sus seis hijos se mudaron a Nottingham, en aquel entonces el próspero centro de la revolución industrial de East Midlands Thomas Williams estaba listado en los directorios comerciales de Nottingham como lencero. La industria estaba basada en la máquina de tejer de William Lee. El negocio era exitoso. Thomas Williams fue honrado con el título de Burgués de Nottingham en 1796 y como Sheriff de Nottingham en 1803. Sin embargo, la prosperidad que había sido propia de la industria lencera en la segunda mitad del siglo XVIII terminó. En 1804 Thomas Williams murió de fiebre tifoidea a sus 50 años, dejando a su esposa un negocio fuertemente hipotecado y cinco hijos y tres hijas.
Los padres de Williams tuvieron nueve hijos, de los que seis (incluido él) nacieron en Gosport y tres (incluido William Williams) nacieron en Nottingham:
- Mary (Gosport, Inglaterra, 2 de marzo de 1784 – Gosport, Inglaterra, 19 de abril de 1786)
- Thomas Sydney (Gosport, Inglaterra, 11 de febrero de 1786 – Altona, Alemania, 12 de febrero de 1869)
- Lydia (Gosport, Inglaterra, 17 de enero de 1788 – 13 de diciembre de 1859), casada (7 July 1813) con Edward Garrard Marsh (8 de febrero de 1783 – 20 de septiembre de 1862)[11]
- John (Gosport, Inglaterra, 22 de marzo de 1789 – Nueva Zelanda, 9 de marzo de 1855)
- Henry (Gosport, Inglaterra, 11 de febrero de 1792 – Pakaraka, Bahía de Islas, Nueva Zelanda 16 de julio de 1867)
- Joseph William (Gosport, Inglaterra, 27 de octubre de 1793 – Gosport, Inglaterra, de agosto de 1799)
- Mary Rebecca (Nottingham, Inglaterra, 3 de junio de 1795 – Belén, Palestina 17 de diciembre de 1858)
- Catherine (Nottingham, Inglaterra, 28 de julio de 1797 – Southwell, Nottinghamshire, Inglaterra, 11 de julio de 1881)
- William (Nottingham, Inglaterra, 18 de julio de 1800 – Napier, Nueva Zelanda, 9 de febrero de 1878)

Williams tenía 11 años cuando su padre falleció (su hermano William Williams tenía tres).

## 1806-15: Años en la marina
Williams se alistó en la Royal Navy en 1806 a sus 14 años, sirviendo a bordo del HMS Barfleur. Se convirtió en oficial en 1807. Luego sirvió en el HMS Maida durante la segunda batalla de Copenhague cuando la flota danesa fue capturada en 1807. Él fue uno de los marineros que desembarcaron y operaron la batería principal contra la ciudad. En el HMS Galatea, bajo el mando del capitán Woodley Losack, participó en la batalla de Tamatave (1811) entre tres fragatas inglesas, bajo el mando del capitán Schomberg, y tres barcos franceses superiores. Williams fue herido en combate y nunca se recuperó por completo. Por su servicio recibió la Medalla de Servicio General Naval en 1847, con la inscripción "Tamatave, 20 de mayo de 1811".

## Matrimonio e hijos
Tras dejar la Royal Navy, Henry consiguió trabajo en Cheltenham como profesor de dibujo. Sus habilidades artísticas se pueden apreciar en sus dibujos que hizo en Nueva Zelanda. Henry se casó con Marianne Coldham el 20 de enero de 1818. (Marianne nació en Norwich, Inglaterra, el 12 de diciembre de 1793 y murió en Pakaraka, Nueva Zelanda, el 16 de diciembre de 1879). Tuvieron once hijos:
- Edward Marsh (2 de noviembre de 1818 – 11 de octubre de 1909).[18] Se casó con Jane Davis, hijo adel miembro de la CMS Richard Davis.
- Marianne (28 de abril de 1820 – 25 de noviembre de 1919). Se casó con Christopher Pearson Davies.
- Samuel (17 de enero de 1822 – 14 de marzo de 1907).[19] Se casó con Mary Williams, hija de William y Jane Williams.
- Henry (10 de noviembre de 1823 – 6 de diciembre de 1907).[20] Se casó con Jane Elizabeth Williams (también hija de William y Jane).
- Thomas Coldham (18 de julio de 1825 – 19 de mayo de 1912). Se casó con Annie Palmer Beetham.
- John William (6 de abril de 1827 – 27 de abril de 1904). Se casó con Sarah Busby, hija de James Busby.
- Sarah (26 de febrero de 1829 – 5 de abril de 1866). Se casó con Thomas Bidulph Hutton.
- Catherine (Kate) (24 de febrero de 1831 – 8 de enero de 1902). Se casó con Octavius Hadfield.
- Caroline Elizabeth (13 de noviembre de 1832 – 20 de enero de 1916). Se casó con Samuel Blomfield Ludbrook.
- Lydia Jane (2 de diciembre de 1834 – 28 de noviembre de 1891); se casó con Hugh Carleton.[21]
- Joseph Marsden (5 de marzo de 1837 – 30 de marzo de 1892).

## Misionero
Edward Garrard Marsh, el esposo de su hermana Lydia, jugaría un rol importante en la vida de Henry Williams. Era miembro de la Church Missionary Society (CMS) y fue descrito como 'influyente' en la decisión de Henry y su hermano William para convertirse al anglicanismo en febrero de 1818, y luego para unirse a la CMS. Marsh era miembro de la CMS y Williams recibió The Missionary Register de él, una publicación que describía el trabajo de los misioneros de la organización. Williams desarrolló un interés especial en Nueva Zelanda y su pobladores nativos, el pueblo maorí. No fue si no hasta 1819 que ofreció sus servicios como misionero a la CMS, inicialmente siendo aceptado como colono laico, pero luego fue ordenado.
Williams estudió cirugía y medicina y aprendió sobre la construcción de botes. Estudió para el sacramento del orden por dos años y fue ordenado como diácono de la Iglesia anglicana el 2 de junio de 1822 por el obispo de Londres; y fue ordenado como sacerdote el 16 de junio de 1822 por el Obispo de Lincoln.
El 17 de septiembre de 1822, Williams y Marianne y tres de sus hijos zarparon con destino a Sídney, Australia a bordo del Lord Sidmouth, un barco de convictos. En febrero de 1823, en Hobart, Williams conoció a Samuel Mardsen por primera vez. En Sídney se volvió a encontrar con Mardsen una vez más y en julio de 1823 se dirigieron a Nueva Zelanda, acompañando a Mardsen en su cuarta visita a las islas a bordo del Brampton. En 1823 llegó a la Bahía de Islas y se asentó en Paihia, al otro lado de la bahía en Kororareka (hoy en día Russell); en ese entonces descrito como "el lugar infernal del Pacífico Sur" debido al abuso del alcohol y la prostitución que allí había como consecuencia de los barcos balleneros y de caza de focas que visitaban Kororareka.

### Primeros días en Paihia
Los miembros de la Church Missionary Society estaban bajo la protección de Hongi Hika, el rangatira (jefe) y líder de guerra de la iwi (tribu) Ngāpuhi. El protector inmediato de la misión de Paihia era el jefe, Te Koki, y su esposa Hamu, una mujer de alto rango y dueña de la tierra que ocupaba la misión en Paihia. Williams fue seleccionado como el líder del equipo misionero. Algunos de los miembros del equipo eran:
- Alfred Nesbit Brown, llegó en octubre de 1829. Fue puesto a cargo de la escuela en Paihia. En 1835 inauguró la misión de Matamata y en 1838 se trasladó a Tauranga.[14]
- William Colenso, llegó en diciembre de 1834 para trabajar como pintor y misionero.[28]
- George Clarke, llegó el 4 de abril de 1824.[29][30] Fue herrero en Kerikeri y en la misión de Waimate a partir de 1830.[31]
- Richard Davis, un granjero, llegó el 7 de mayo de 1824.[31] Construyó un jardín en la misión Paihia. En 1831 construyó una granja en la misión de Waimate. Fue ordenado ministro en 1843 y enviado a Kaikohe.[14]
- William T. Fairburn, un carpintero; El "diario" del Rev. J. Butler menciona que él estaba en la Bahía de Islas en enero de 1821.[32] En 1823 estuvo en Sídney y regresó a bordo del Brampton junto al Rev. Henry Williams y su esposa Marianne;[31] Más adelante viajó con John A. Wilson, James Preece y John Morgan para fundar la misión de Puriri en la región del Támesis. Su hija Elizabeth se casó con William Colenso.[14]
- Octavius Hadfield, llegó en diciembre de 1838 y fue ordenado como ministro en Paihia el 6 de enero de 1839, ese año viajó a Otaki con Henry Williams, en donde estableció otra misión.[14]
- James Kemp, llegó el 12 de agosto de 1819.[14] Fue herrero, almacenero de la misión y catecista, y profesor de escuela en la Casa de la Misión, Kerikeri.[14][31]
- Samuel Marsden Knight (un sobrino de Samuel Marsden), catecista, llegó en junio de 1835.[14]
- Robert Maunsell, llegó en 1835 y trabajó con el Rev. William Williams en la traducción de la biblia. Más adelante establecería la misión de Manukau en 1835.[14]
- William Puckey, carpintero, llegó el 12 de agosto de 1819 y trabajó junto a Joseph Matthews en el establecimiento de la misión de Kaitaia en 1833.[31] William Puckey fue el padre de William Gilbert Puckey.
- William Gilbert Puckey se unió a la misión en 1821. Fue oficial del Herald; luego trabajó para la misión de la CMS, colaborando incluso con William Williams en la traducción del Nuevo Testamento.[14]
- James Shepherd, visitó junto a Mardsen en 1817 y se asentó en Rangihoua en 1820.[14] Fue un talentoso jardinero, que enseñó a los maoríes a plantar vegetales, frutas y árboles. Normalmente era empleado por varias tribus, instruyéndolos en la religión cristiana, ya que el entendía el maorí mejor que cualquier de los otros misioneros en ese entonces.[31] Sirvió en las misiones de Kaeo, Te Puna y en las penínsulas de Purerua y Whangaroa.[14]
- William Wade, impresor, llegó en diciembre de 1834 y trabajó con William Colenso en Paihia. Más adelante estableció la misión de Tauranga en 1835.[14]

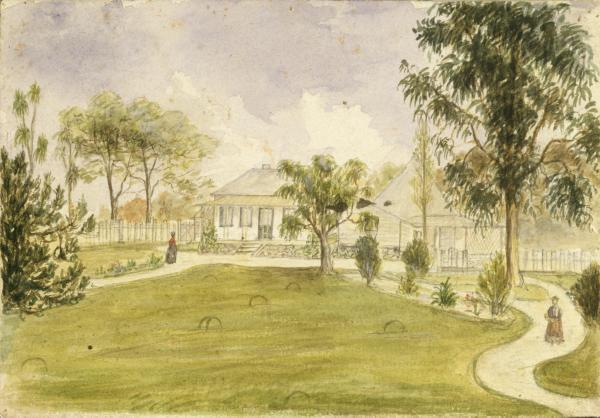
Pintura de Williams de la casa de la misión de la CMS en Paihia.

Henry adoptó una estrategia diferente a la de Mardsen para su trabajo misionero. La política de Mardsen había sido útil para la enseñanza de otras habilidades aparte de la instrucción religiosa. Esta estrategia había tenido poco éxito en alcanzar las aspiraciones de la CMS como organización evangélica. Además, para poder obtener alimentos básicos, los misioneros habían cedido ante la presión para comerciar mosquetes, los artículos de intercambio en los que los maorí había mostrado mayor interés con el fin de llevar a cabo guerras intertribales durante lo que hoy en día se conoce como la Guerra de los Mosquetes.
Henry se concentró en la salvación de las almas. Se establecieron escuelas, las cuales se enfocaron en la instrucción religiosa, la lectura y la escritura y habilidades prácticas. Henry también puso fin al comercio de mosquetes, aunque esto tuvo la consecuencia de reducir el comercio en alimentos ya que los maoríes detuvieron el suministro de comida para poner presión a los misioneros para que vuelvan a intercambiarles mosquetes. Eventualmente la misión comenzó a producir suficiente comida como para sostenerse a sí misma. Por su parte, los maoríes acabaron comprendiendo que la prohibición de los mosquetes era la única manera de poner fin a las guerras tribales, pero eso tomó un tiempo.
En un principio hubo varios conflictos y confrontaciones con los Ngāpuhi. Una de las más serias fue la confrontación con el jefe Tohitapu el 12 de enero de 1824, la cual fue presenciada por otros jefes. El incidente comenzó cuando Tohitapu visitó la misión, y encontrándose con que las puertas estaban cerradas, saltó las cercas. Henry demandó que Tohitapu utilice la puerta para entrar a la misión. Tohitapu era jefe y un tohunga, habilidoso de magia conocida como taiaha. Tohitapu se sintió ofendido con la demanda de Williams e inició una haka amenazadora sacando su mere y su taiaha. Henry Williams aceptó su desafío. Luego, Tohitapu tomó una olla, según él en compensación por haberse lastimado el pie al saltar la cerca, lo que hizo que Williams se la arrebatase. El incidente continuó durante la noche cuando Tohitapu comenzó una karaika, un canto de brujería. Henry Williams no temía a esta karakia. A la mañana siguiente Tohitapu y Henry ser reconciliaron - Tohitapu continuó apoyando a Henry Williams y la misión en Paihia.
Este incidente y otros en los que Henry Williams confrontó a jefes beligerantes, contribuyó a su creciente mana entre los maoríes al establecer ante los maoríes de que Henry Williams tenía una personalidad enérgica, «[a]unque su capacidad para comprender la cultura indígena se veía severamente limitada por su cristiandad evangélica, su obstinación era en cierta forma una ventaja al lidiar con los maoríes. Desde el momento de su llegada se negó a ser intimidado por las amenazas y estrepitosas acciones de grupos saqueadores» de utu y muru".
Kororareka (Russell) era una estación de abastecimiento para balleneros y cazadores de focas que operaban en el Pacífico sur. Además de los misioneros de la CMS, los europeos en la Bahía de Islas estaban en gran parte involucrados en la provisión de servicios para esta industria en Kororareka. En una ocasión convictos escapados llegaron a la Bahía de Islas. En la mañana del 5 de enero de 1827 un bergantín había llegado, el Wellington, un barco de convictos que venía de Sídney con destino a la Isla Norfolk. Los convictos se habían rebelado, haciendo prisioneros al capitán, la tripulación y los pasajeros. Henry convenció a los capitanes de dos barcos balleneros en la bahía de abra fuego y retome el Wellington. Cuarenta convictos escaparon. Los convictos ammenazaron con disparar a Henry Williams, ya que ellos lo vieron como el impulsor principal de su captura.

### Construcción de la goletaHerald
En 1826 se construyó la goleta Herald de 55 toneladas en la playa en Paihia. Henry contó con la ayuda de Gilber Mair, quien después se convirtió en el capitán de la Herald junto a William Gilbert Puckey como su primer oficial. Esta embarcación permitió a Henry provisionar mejor a las misiones y visitar más fácilmente las regiones más remotas de Nueva Zelanda. Uno de los primeros viajes de la Herald llevó a Henry a Port Jackson, Australia. Allí se unió a su hermano menor William y su esposa Jane. William, quien había estudiado para convertirse en cirujano, había decidido convertirse en misionero en Nueva Zelanda. Se dirigieron a Paihia a bordo del Sir George Osborne, el mismo barco que había traído a William y Jane desde Inglaterra.
El Herald naufragó en 1828 cuanto trataba de entrar a la bahía Hokianga.

### Traducción de la biblia y elaboración de diccionarios
El primer libro publicado en Te Reo (la lengua maorí) fue A Korao no New Zealand! The New Zealanders First Book!, publicado por Thomas Kendall en 1815. Kendall viajó a Londres en 1820 junto Hongi Hika y Waikato (un jefe Ngāpuhi de más bajo rango) y en ese tiempo el Profesor Samuel Lee de la Universidad de Cambridge realizó trabajos que concluyeron en el First Grammar and Vocabulary of the New Zealand Language (1820) (en español, Primera Gramática y Vocabulario del Idioma de Nueva Zelanda). Los misioneros de la CMS no consideraron a este libro un buen trabajo. Henry organizó a los misioneros del CMS para realizar un estudio sistemático del idioma y poco después comenzaron a traducir la biblia al maorí.
Después de 1826 William Williams se involucró en la traducción de la biblia y otra literatura cristiana, lo que dejó a Henry Williams con más tiempo para establecer misiones de la CMS en Waikato, Rotorua y la Bahía de la Abundancia. Robert Maunsell trabajó con William Williams en la traducción de la biblia. William Williams se concentró en el Nuevo Testamento; Maunsell trabajó en el Antiguo Testamento, del cual se publicaron porciones en 1827, 1833 y 1840 con la traducción completa siendo publicada en 1857. En julio de 1827 se imprimió la primera biblia maorí que comprendía tres capítulos de Génesis, el 20º capítulo del Éxodo, el 1º capítulo del Evangelio de San Juan, 30 versos del 5º capítulo del Evangelio de San Mateo, las Oraciones del Señor y algunos himnos.
William Gilbert Puckey también colaboró con William Williams en la traducción del Nuevo Testamento, el cual fue publicado en 1837, con una revisión en 1844. William Williams publicó el Diccionario del Lenguaje de Nueva Zelanda y Gramática Sucinta en 1844.

### Guerras de los mosquetes
Durante los primeros años de la misión de la CMS hubo incidentes de guerra intertribal. En 1827 Hongi Hika, el jefe supremo Ngāpuhi, instigó las luchas entre las tribus al norte de la Bahía de Islas. En enero de 1827, Hongi Hika fue disparado en el pecho accidentalmente por parte de uno de sus propios guerreros. El 6 de marzo de 1828 Hongi Hika murió en Whangaroa. Henry siempre estuvo activo en la promoción de una solución pacífica a lo que amenazaba en convertirse en una guerra sangrienta.
En 1830 hubo una batalla en Korareka, la cual es conocida en ocasiones simplemente como la Guerra de las Niñas, la cual terminó con la muerte del líder Ngāpuhi Hengi. Henry y los jefes Ngāpuhi, incluyendo a Tohitapu, trataron de poner fin al conflicto. Cuando el muy respetado Rev. Samuel Marsden llegó de visita, él y Henry Williams trataron de negociar un acuerdo en el cual Kororareka sea cedido por Pomare como compensación de la muerte de Hengi, acuerdo que fue aceptado por aquellos que estaban involucrados en pelea. No obstante, el deber de búsqueda de venganza había pasado a Mango y Kakaha, los hijos de Hengi, quienes vieron que la muerte de su padre debía ser encarada a través de un muru, o expedición de guerra en contra de las tribus del sur. Era una práctica aceptable el llevar a cabo un muru en contra de tribus que no habían tenido nada que ver con los eventos que causaron la muerte de un jefe importante.
Mango y Kakaha no comenzaron el muru sino hasta enero de 1832. Henry Willams acompañó a la primera expedición, sin necesariamente creer que podía poner fin a la violencia, sino más bien con la intención de continuar persuadiendo a los combatientes de la paz y buena voluntad cristiana. El diario de Henry Williams provee una descripción detallada de esta expedición, la cual puede ser descrita como un incidente parte de las Guerras de los Mosquetes. En esta expedición, Mango y Kakaha tuvieron éxito en batallas en las Islas Mercurio y Tauranga, extendiendo el muru hasta finales de julio de 1832. Cuando Henry zarpó de vuelta a Paihia desde Tauranga el bote se vio atrapado en una dura tormenta. Henry tomó el mando del barco de las manos del capitán y salvó al navío.
En 1833 Williams participó de las negociaciones para liberar a varios esclavos que habían sido tomados por los Ngāpuhi, muchos de ellos Ngāti Porou de la costa este.

### Expansión de las actividades de la misión de la CMS
El 7 de febrero de 1830, Rawiri Taiwhanga (1818–1874), un jefe Ngāpuhi, fue bautizado. Él fue el primer maorí de alto rango en convertirse al cristianismo. Esto dio un fuerte impulso al trabajo misionero de la CMS, ya que influenció a muchos otros a que hagan lo mismo. Hone Heke estudió en la escuela de la misión en Kerikeri en entre 1824 y 1825. Heke y su esposa Ono fueron bautizados el 9 de agosto de 1835 y Heke luego se convirtió en un lector laico en la iglesia anglicana. Por un tiempo Heke vivió en Paihia, tiempo en el cual se convirtió en un amigo y consejero cercano.
Williams jugó un papel importante en la extensión hacia el sur de las actividades misioneras. En 1833 se estableció una misión en Kaitaia y Northland, al igual que en Purir en la región del Támesis. En 1835 se establecieron misiones en la Bahía de la Abundancia y las regiones de Waikato de Tauranga, Matamata y Rotorua, y en 1836 se abrió una misión en el área de Manakau. Su hermano William y su esposa Jane se mudaron a Turanga en la Bahía de la Pobreza.
En 1839 Henry viajó en barco a Port Nicholson, Wellington, y luego a pie a Otaki junto Octavius Hadfield, donde el reverendo Hadfield fundó una misión. Henry returned regresó por tierra a través de Whanganui, Taupo, Rotorua y Tauranga, el primer europeo en realizar ese viaje.
"Entre 1830 y 1840 Henry Williams lideró la misión con una mano firme pero noble.(...) Y cuando los primeros colonos de la Compañía de Nueva Zelanda llegaron a Wellington en 1839, Williams hizo lo posible para repelerlos, ya que creía que se apoderarían del país, tomando sus tierras y enseñándole a los maoríes costumbres ateas".

## Intentos de interferencia con la compra de tierras de la Compañía de Nueva Zelanda
En noviembre de 1839, Williams y Octavius Hadlfield llegaron a Port Nicholson, Wellington, días después de que la Compañía de Nueva Zelanda había comprado la tierra en los alrededores de la Bahía de Wellington. En cuestión de meses, la compañía había comprado, supuestamente, 20 millones de acres (8 millones de hectáreas) en Nelson (Nueva Zelanda)|Nelson, Wellington Whanganui y Taranaki. Williams intentó interferir con las compras de la compañía. Reihana, un cristiano que había pasado un tiempo en la Bahía de Islas, había comprado para sí 60 acres (24 hectáreas) de tierra en Te Aro, en lo que hoy en día es el centro de Wellington. Cuando Reihana y su esposa decidieron ir a vivir a Taranki, Williams persuadió a Reihana a transferirle sus tierras en fideicomiso para Reihana. En su viaje al norte, Williams indicó en una carta a su esposa, "He quitado un pedazo de tierra de las garras de la Compañía de Nueva Zelanda, para los nativos; otro pedazo que espero haber alterado". Luego de llegar a Waanganui Williams escribió: "Después del desayuno, tuvo una reunión con los jefes respecto a sus tierras, ya que estaban considerablemente alarmado por temor a que los europeos se apoderen del país. Todos aprobaron de que al tierra sea comprado y mantenida en fideicomiso solo para su beneficio."
La Church Missionary Society en Londres rechazó la solicitud de Williams para recibir apoyo para la práctica de comprar tierras en fideicomiso para el beneficio de los maoríes. La sociedad era consciente de que la compañía hacía campaña activamente en contra de los que se oponían a sus planes. Aunque la Church Missionary Society tenía conexiones con el gobierno Whig del Visconde de Melbourne, un gobierno Tory subió al poder en agosto de 1841. La CMS no quería entrar en un conflicto directo con la Compañía de Nueva Zelanda ya que sus líderes tenían influencias en el gobierno tory liderado por Sir Robert Peel.

## Tratado de Waitangi
Williams jugó un papel importante en la traducción del Tratado de Waitangi (1840). En agosto de 1839, el capitán William Hobson recibió instrucciones del Ministerio de las Colonias para tomar los pasos constitucionales necesarios para establecer una colonia británica en Nueva Zelanda. Hobson fue confirmado como gobernador en Sídney el 14 de enero, finalmente llegando a la Bahía de Islas el 29 de enero de 1840. El ministerio no le proveyó a Hobson un borrador, por lo que él se vio obligado a elaborar el tratado por su cuenta con la ayuda de su secretario, James Freeman, y el residente británico James Busby. The entire treaty was prepared in four days. Dándose cuenta que un tratado en inglés no podría ser entendido, debatido ni aceptado por los maoríes, Hobson instruyó a Williams a que, junto a su hijo Edward, quien era más conocedor del Te Reo, traduzcan el documento al maorí. La traducción fue realizada de un día para otro en la noche del 4 de febrero. En ese entonces William Williams, quien también tenía un buen conocimiento del Te Reo, se encontraba en Poverty Bay.
El 5 de febrero de 1840, la versión original en inglés del tratado y su traducción al maorí fueron presentadas ante un grupo de jefes del norte dentro de una gran carpa en el césped al frente de la casa de Busby en Waitangi. Hobson leyó el tratado en voz alta en inglés y Williams hizo lo mismo con su versión en maorí. En su traducción utilizó un dialecto conocido como "maorí misionero", el cual no era maorí tradicional, sino que había sido inventado por los misioneros. Un ejemplo de esto en el tratado es kawanatanga, una palabra cognada que se cree Williams trajo del inglés. Apareció en el idioma maorí por primera vez en el tratado, y por ende, algunos creen que fue una elección inapropiada. Existe un sustancial debate sobre cuál hubiese sido el término más adecuado. Algunos académicos han propuesto que la palabra "maná" (autoridad, prestigio, en la cultura maorí) hubiese sido un término más apropiado para representar la transferencia de soberanía; aunque otros han argumentado que el maná no puede ser dado ni transferido y no es lo mismo que soberanía.

## Controversia sobre compras de tierras
En los años 1830, Williams compró 11.000 acres (5.420 hectáreas) de Te Morenga de Tai-a-mai en Pakaraka, para proveer empleos y seguridad financiera para sus seis hijos y cinco hijas ya que la Church Missionary Society no tenía planeadas pensiones u otro tipo de pagos para los misioneros de la CMS y sus familias que vivían en Nueva Zelanda.
La Church Missionary Society implementó políticas para la compra de tierras para sus misioneros en Australia, las cuales establecían que la CMS pagara por la compra de tierras para los hijos de misioneros, no obstante, las discusiones para una política similar para las misiones de Nueva Zelanda no habían finalizado. La compra de la tierra fue revisada por el Comisionado de Tierras FitzGerald bajo la Ordenanza de Reclamos de Tierras de 1841. FitzGerald, en el reporte de la Oficina de Tierras del 14 de julio de 1844, recomendó que el gobernador FitzRoy confirmara la cesión en favor del reverendo Henry Williams de 9.000 de los 11.000 acres ya que Williams "parece haber pagado a su nombre y al de sus hijos lo suficiente como para que le corresponda veintidós mil ciento treinta y un acres (22.131)". Esto no puso fin a la controversia sobre la compra de tierras por parte de Williams, ya que la Compañía de Nueva Zelanda, y otras partes interesadas en adquirir tierras maoríes, continuar atacando personalmente a Williams. Estas compras de tierras fueron utilizadas por el infame John Dunmore Lang, de Nueva Gales del Sur, como el tema de un virulento ataque en contra de la CMS en Nueva Zelanda en la segunda de cuatro "Cartas al Hon. Earl Durham" que fueron publicadas en Inglaterra. Lord Durham era un simpatizante de la Compañía de Nueva Zelanda.

## Hone Heke y la Guerra del Mástil
En 1845, George Grey llegó a Nueva Zelanda para asumir su cargo como gobernador. En ese entonces, Hone Heke desafiaba la autoridad de los británicos, y comenzó cortando el mástil en Flagstaff Hill en Kororareka. En ese mástil, anteriormente ondeaba la bandera de las Tribus Unidas de Nueva Zelanda, pero en ese entonces lo hacía la Union Jack; por lo que el mástil simbolizaba los agravios de Heke y sus aliados luego de los cambios que vinieron con la firma del Tratado de Waitangi.
Tras la batalla de Te Ahuahu, Heke se dirigió a Kaikohe para recuperarse de sus heridas. Fue visitado por Henry Williams y Robert Burrows, quienes esperaban persuadirlo para que ponga fin a la lucha. Durante la Guerra de Flagstaff, Henry Williams también escribió cartas a Heke como parte de intentos posteriores para persuadir a Heke y Kawiti para que pongan fin al conflicto. En 1846, luego de las batallas en Ohaeawai pā y Ruapekapeka pā, Hone Heke y Te Ruki Kawiti buscaron poner fin a la guerra, y con Tāmati Wāka Nene como intermediario, acordaron los términos de paz con el Gobernador Grey.
Hone Heke firmó el Tratado de Waitangi, aunque existe incertidumbre sobre si lo firmó el 6 de mayo de 1840 o si lo hizo más adelante luego de haber sido persuadido por otros maoríes. De cualquier manera, más adelante cortaría el mástil en Flagstaff Hill en Kororareka para expresar su descontento sobre como los representantes de la Corona trataron posteriormente a la autoridad de los jefes como si fueran serviles a aquella de la Corona.
Williams también participó en la explicación del tratado a los líderes maoríes, primeramente en reuniones con William Hobson en Waitangi, pero más adelante viajó a Port Nicholson, Queen Charlotte's Sound, Kapiti, Waikanae y Otaki para persuadir a los líderes maoríes para que firmen el tratado. Su participación en estos debates lo puso en "el cada vez más incómodo rol de ser mediador entre dos razas".

## Suspensión de la CMS
En los años siguientes el Gobernador Grey escuchó a las voces que se quejaban de los misioneros de la CMS y Grey acusó a Williams y a los otros misioneros de la CMS de ser responsables por la Guerra del Mástil; El periódico New Zealander del 31 de enero de 1846 exacerbó el ataque en un artículo que hacía referencia a "Cartas traicioneras. Entre las recientes proclamaciones en la Gaceta Gubernamental del 24 de este mes, está una en la que habla de unas cartas encontradas en el pa en Ruapekapeka, e indica que su Excelencia, aunque tenía conocimiento de su naturaleza traicionera, ordenó que sean quemadas, sin siquiera leerlas detenidamente o permitir que se tomase una copia de ellas". En una referencia a Williams poco disimulada, en referencia a "sus corresponsales pakeha", el New Zealander indicó: "Consideramos que estos traidores ingleses son más culpables y merecen un castigo más severo que los valientes nativos a quienes aconsejaron y engañaron. Cobardes y granujas en todo el sentido de las palabras, han llevado a cabo sus traidores planes, pero por el miedo que tenían a arriesgar sus propios pellejos han ingeniosamente sacrificado a otros para su propia gloria, mientras que probablemente al mismo tiempo profesaban hipócritamente la más fanática lealtad".
Las comunicaciones oficiales también culpaban a los misioneros por la Guerra del Mástil. En una carta del 25 de junio de 1846 a William Ewart Gladstone, el Secretario de las Colonias en el gobierno de Sir Robert Peel, el Gobernador Grey, en referencia a las tierras adquiridas por la CMS y sus misioneros diciendo que "El Gobierno de Su Majestad puede confiar en que estos individuos no pueden quedar en posesión de estos pedazos de tierra sin un gasto significativo de sangre y dinero británico". Hone Heke, quien había nacido en Pakaraka, la ubicación de las tierras que Henry Williams había comprado, no tomó ninguna acción en contra de los misioneros de la CMS durante la Guerra del Mástil, y dirigió sus protestas a los representantes de la Corona. Hone Heke y Te Ruki Kawiti lucharon contra los soldados británicos y los Ngāpuhi liderados por Tāmati Wāka Nene, quien se mantuvo leal a la Corona.
El primer obispo anglicano de Nueva Zelanda, George Augustus Selwyn, se puso del lado de Grey en relación a la compra de las tierras, y en 1849 la CMS decidió suspender el servicio de Williams cuando se rehusó a ceder la tierra que había adquirido para su familia en Pakaraka.

## Retiro en Pakaraka y reintegración a la CMS

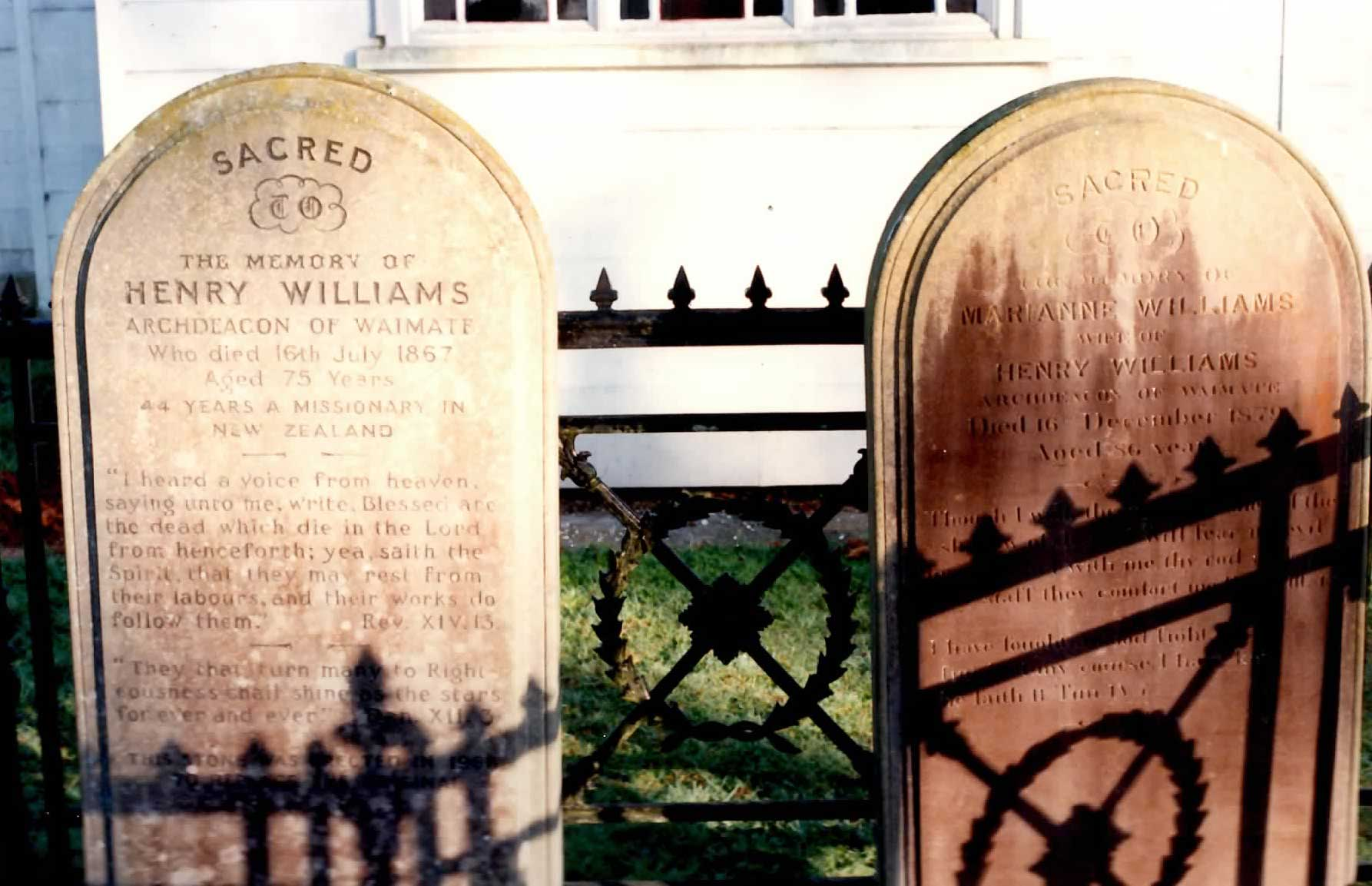
Tumbas de Henry y Marianne Williams, Iglesia de la Santa Trinidad, Pakaraka

Williams y su esposa se mudaron a Pakaraka, donde sus hijos estaban trabajando la tierra que era la fuente de sus problemas. Continuó trabajando como ministro y predicando en la Iglesia de la Santa Trinidad en Pakaraka, la cual fue construida por su familia y vivió cerca del templo, en una casa conocida como "The Retreat" (en español, "El Retiro"), la cual aún se encuentra en pie.
El primer periodo del gobernador Grey terminó en 1853. En 1854 Williams fue reintegrado a la CMS después de que el Obispo Selwyn y George Grey se dirigieran a un comité de la CMS solicitaran que Williams sea aceptado nuevamente. Sir George Grey regresó a Nueva Zelanda en 1861 como Gobernador General. Williams recibió con brazos abiertos su regreso y se reunió con él en la misión de Waimate en noviembre de 1861.
Williams murió el 16 de julio de 1867 y fue enterrado en el cementerio de la Iglesia de la Santa Trinidad en Pakaraka.

## Galería

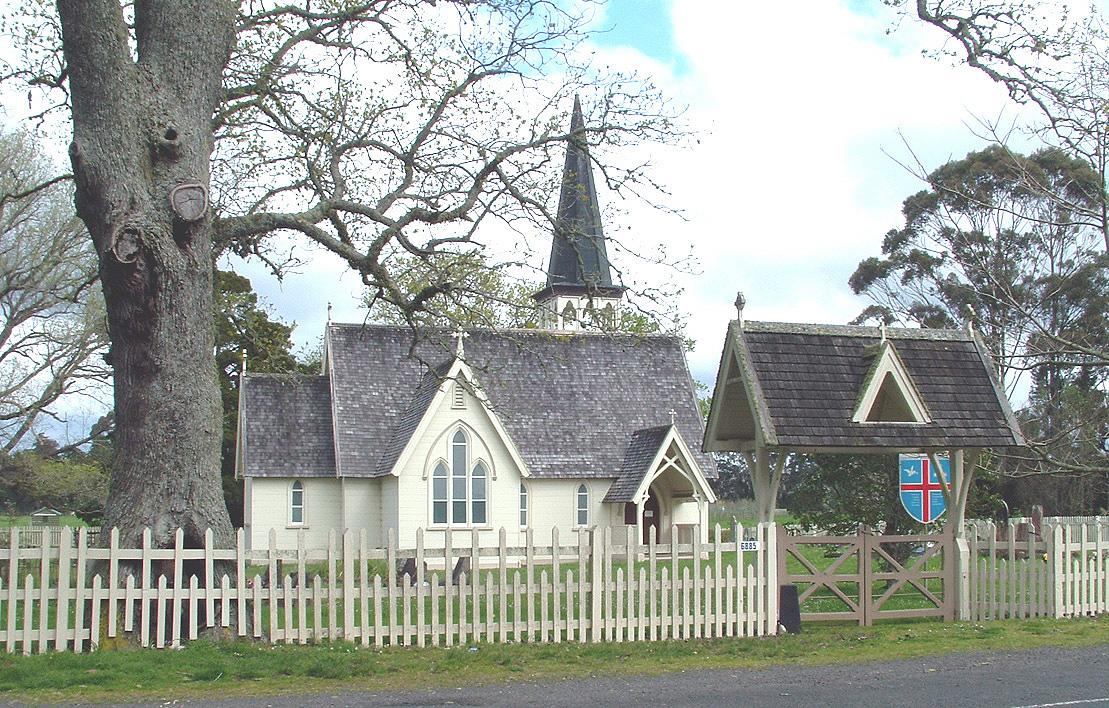
Iglesia de la Santa Trinidad, Pakaraka
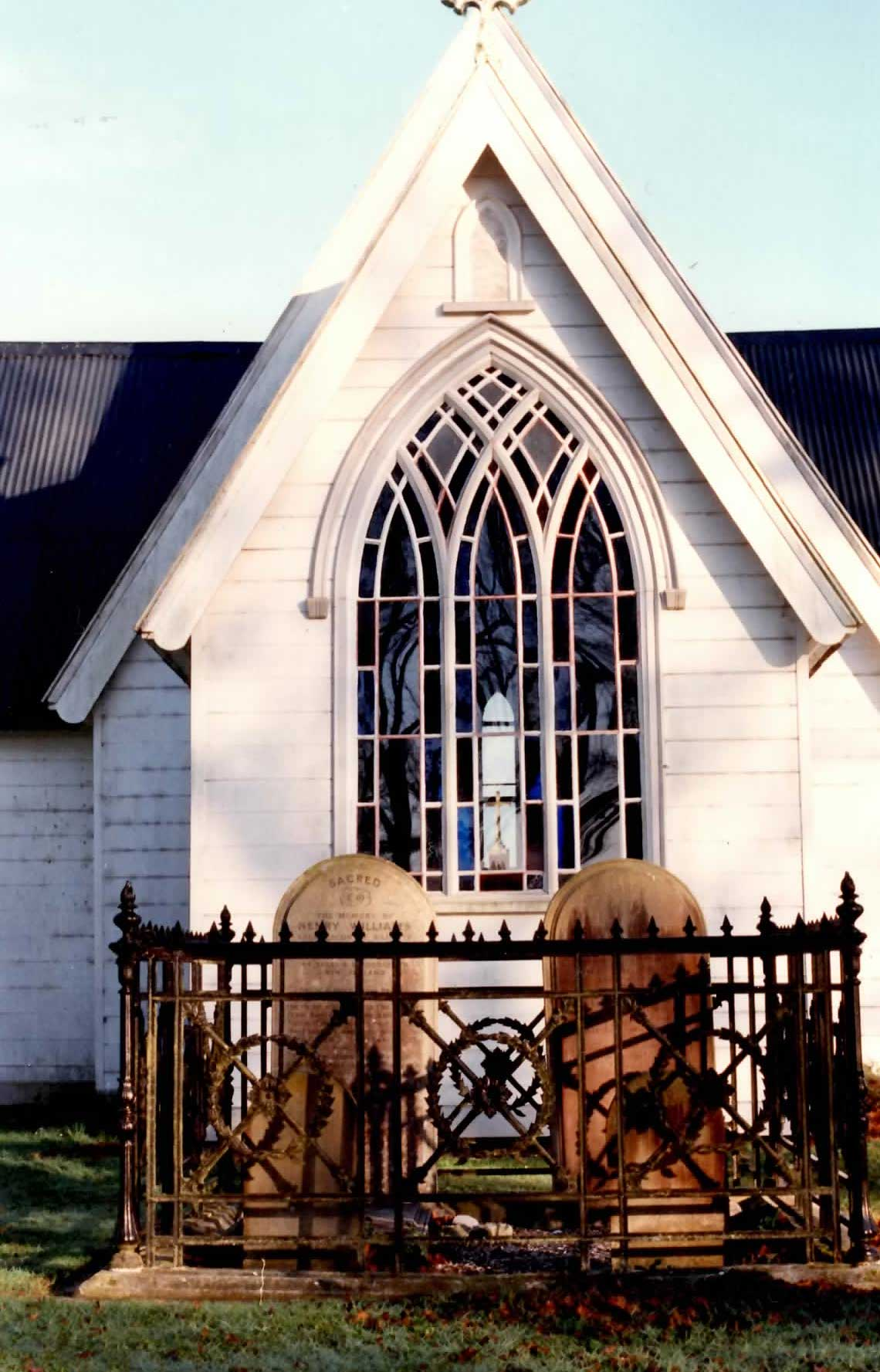
Tumbas de Henry y Marianne Williams, Iglesia de la Santa Trinidad, Pakaraka
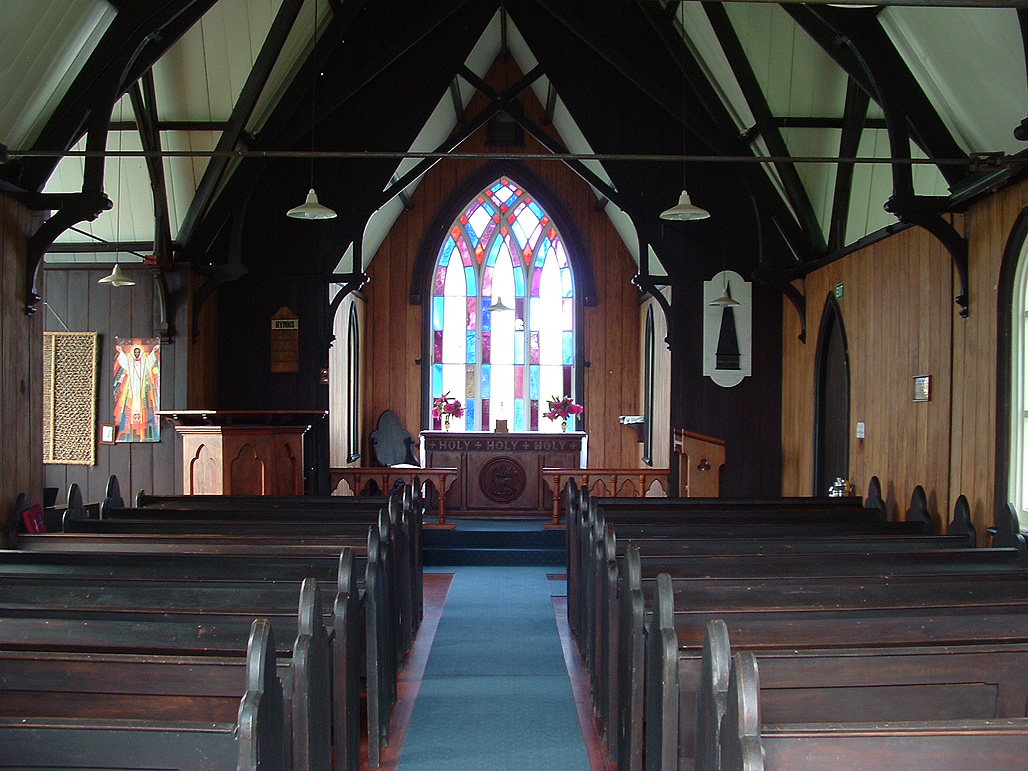
Interior de la Iglesia de la Santa Trinidad, Pakaraka
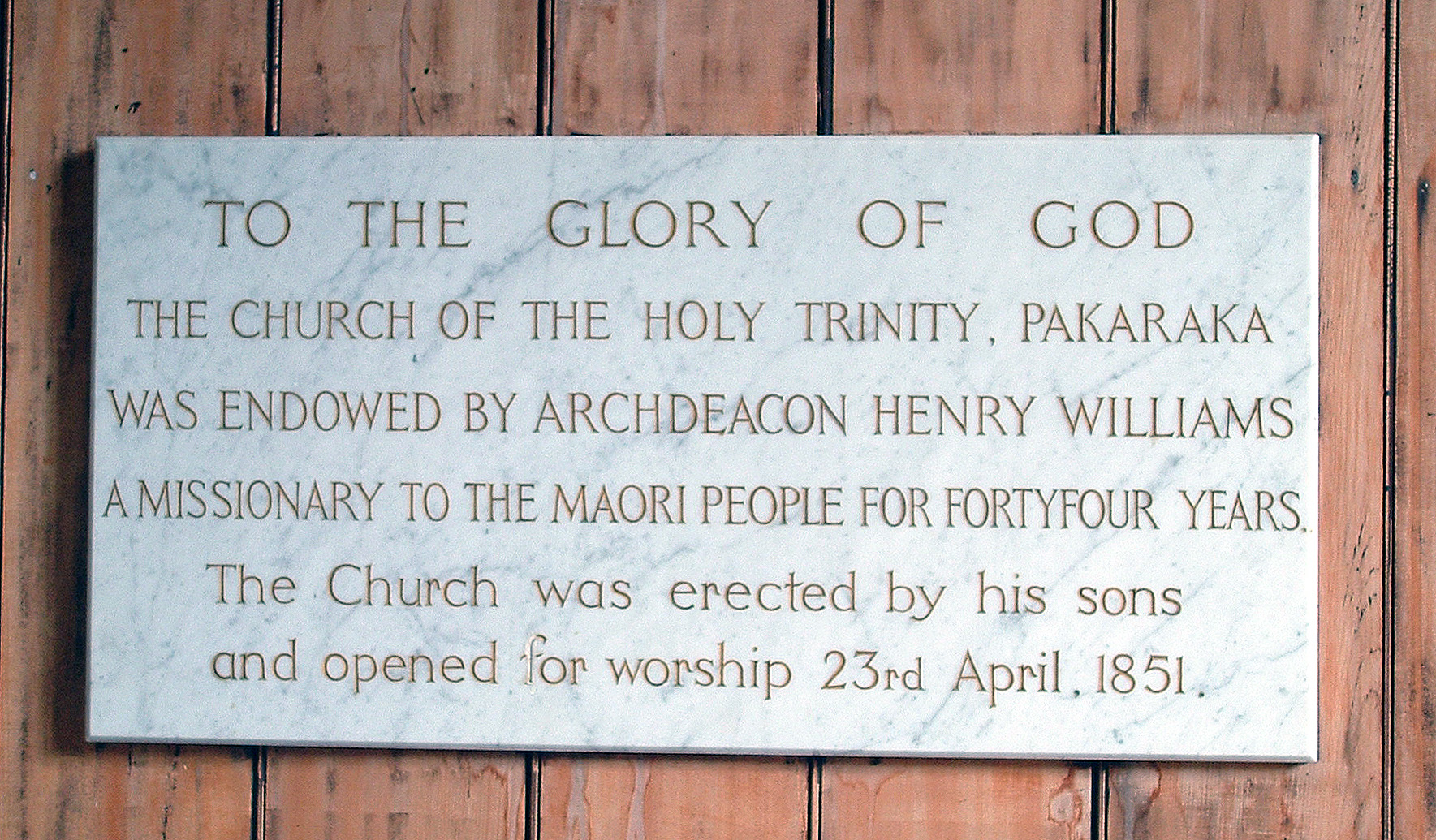
Plaqueta en la Iglesia de la Santa Trinidad, Pakaraka

## Literatura y fuentes
- Rogers, Lawrence M. (editor) (1961) - The Early Journals of Henry Williams 1826 to 1840. Christchurch : Pegasus Press. online available at New Zealand Electronic Text Centre (NZETC) (2011-06-27) (en inglés)
- Carleton, Hugh (1874) - The life of Henry Williams, Archdeacon of Waimate. Auckland NZ. Online available from Early New Zealand Books (ENZB).(en inglés)
- Crosby, Ron (2004) - Gilbert Mair, Te Kooti's Nemesis. Reed Publ. Auckland NZ. ISBN 0-7900-0969-2
- Evans, Rex D. (compiler) (1992) - Faith and farming Te huarahi ki te ora; The Legacy of Henry Williams and William Williams. (en inglés)Published by Evagean Publishing, 266 Shaw Road, Titirangi, Auckland NZ. ISBN 0-908951-16-7 (soft cover), ISBN 0-908951-17-5 (hard cover), ISBN 0-908951-18-3 (leather bound)(en inglés)
- Fitzgerald, Caroline (2011) - Te Wiremu - Henry Williams: Early Years in the North, Huia Publishers, New Zealand ISBN 978-1-86969-439-5 (en inglés)
- Fitzgerald, Caroline (2004) - Letters from the Bay of Islands, Sutton Publishing Limited, United Kingdom; ISBN 0-7509-3696-7 (Hardcover). Penguin Books, New Zealand, (Paperback) ISBN 0-14-301929-5 (en inglés)
- Gillies, Iain and John (1998) - East Coast Pioneers. A Williams Family Portrait; A Legacy of Land, Love and Partnership. Published by The Gisborne Herald Co. Ltd, Gladstone Road, Gisborne NZ. ISBN 0-473-05118-4 (en inglés)
- Mitcalfe, Barry (1963) - Nine New Zealanders. Christchurch NZ. The chapter 'Angry peacemaker: Henry Williams – A missionary's courage wins Maori converts' (p. 32 - 36) (en inglés)
- Fisher, Robin (2007) - Williams, Henry 1792 - 1867 in Dictionary of New Zealand Biography (DNZB), updated 22 June 2007 (en inglés)
- Rogers, Lawrence M. (1973) - Te Wiremu: A Biography of Henry Williams, Christchurch : Pegasus Press (en inglés)
- Williams, William (1867) - Christianity among the New Zealanders. London. Disponible en línea de ENZB. (en inglés)